# Ковава
Ковава (мокш., эрз.: ков «луна», ава «женщина») — богиня Луны в мордовской мифологии.
В произведениях устного народного творчества мордвы обычно выступает вместе с Чипазом: «Вперёд посмотрела — выходит Чипаз кормилец, назад посмотрела — идёт Ковпаз матушка». «Увидя в первый раз новый месяц, кланяются и просят его, чтобы ниспослал им во время своего правительства счастие». Предполагая, что от Ковава зависит здоровье человека, и ныне пожилые люди из мордвы кланяются ей в новолуние и просят: «Новый месяц, дай мне доброго здоровья, а тебе — здорового хлеба с солонкой соли…». Считалось, что тот, кто первым увидит новую луну, будет счастлив в течение месяца.

## Источник
- Энциклопедия Мордовия, Н. Ф. Мокшин.